# Synophis
Synophis är ett släkte av ormar som ingår i familjen snokar. Släktet tillhör underfamiljen Dipsadinae som ibland listas som familj.
Arterna är med en längd omkring 75 cm eller lite längre små till medelstora ormar. De förekommer i Colombia, Ecuador och Peru. Individerna lever i träskmarker eller i andra fuktiga landskap. De har antagligen ödlor som föda. Honor lägger ägg.
Arter enligt Catalogue of Life:
- Synophis bicolor
- Synophis calamitus
- Synophis lasallei
- Synophis plectovertebralis

The Reptile Database listar dessutom:
- Synophis bogerti
- Synophis insulomontanus
- Synophis niceforomariae
- Synophis zaheri
- Synophis zamora